# العروش (حركة)
العروش حركة تنسيقية ذات نزعة أمازيغية مركزها منطقة القبايل الجزائرية. تأسست بعد وفاة شاب في ثكة لقوات الدرك الوطني الجزائري. ارتبطت باحتجاجات عنيفة سنة 2001م